# فوج الكرمل
هو فوج عسكري من المتطوعين الفلسطينيين أنشأه الجيش العراقي المشارك في حرب فلسطين 1948 في بلدة عارة ثم عرعرة لاحقا بقيادة الضابط العراقي خليل جاسم الدباغ قائد القطاع الغربي لوادي عارة في حرب فلسطين 1948

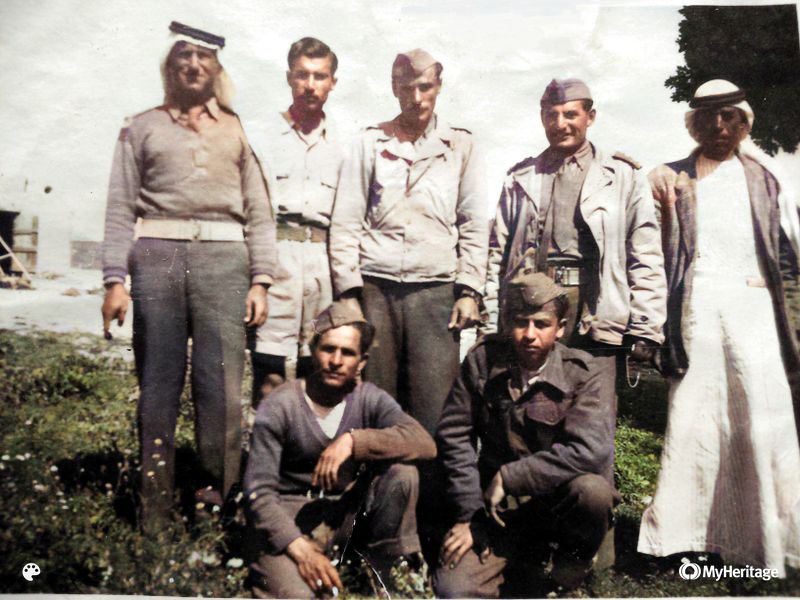
خليل جاسم مؤسس فوج الكرمل وافراد فوج الكرمل في قطاع عارة 1949

## تكوينه وتمويله وتدريبه
يتكون الفوج من ثلاثة سرايا سريتان فلسطينيتان «سرية ظفر» و «سرية خطاف» وسرية من الجيش العراقي لكن عدد المتطوعين في السرايا الفلسطينية انخفض كثيرا فيما بعد قبل وقف اطلاق النار وكان هذا الفوج يمول ويدرب كليا من القيادة العراقية وهو ضمن عدة أفواج فلسطينية وهي فوج صلاح الدين، فوج الكرمل، فوج خالد بن الوليد، وفوج الشعراوية. يمثل الفوج بداية تأسيس منظمة التحرير الفلسطينية ولقد تطور ليشمل قرابة 4500 فرد من المتطوعين لاحقا في السنوات اللتي تلت الحرب. وبعد انحسار العمليات وانسحاب الجيش العراقي، أعلن عن ضم مقاتلي فوج الكرمل إلى صفوفه باعتبارهم متطوعين كما قام بنقل عائلاتهم والمُقدر عددهم انذاك خمسة الاف فلسطيني إلى بغداد في عامي 1948-1949، ليكونوا تحت اشراف وزارة الدفاع العراقية حيث برز «فوج الكرمل الفلسطيني» من قوة تتألف بــ 4500 من المتطوعين الفلسطينيين من العراق وليبيا عام 1959 كأول فوج عسكري فلسطيني في معسكر الرشيد التابع للجيش العراقي في بغداد بقرار من الزعيم العراقي الراحل عبد الكريم قاسم، وبعد عام 1963 الحق الفوج بقيادة الجيش العراقي، ثم ليلحق إلى جيش التحرير الفلسطيني «قوات القادسية» منذ عام 1964 تحت أطار منظمة التحرير الفلسطينية ومعسكراتها في بغداد وفقاً إلى منشورات شرق برس 1987.